# Bloedbad in Be'eri
Op 7 oktober 2023, tijdens de Hamas-aanval in Israël 2023, het begin van de oorlog tussen Hamas en Israël, richtten ongeveer zeventig terroristen van Hamas een bloedbad aan in Be'eri, een Israëlische kibboets nabij de Gazastrook. Bij de aanval kwamen ten minste honderdtien mensen om het leven, waaronder vrouwen en kinderen, waarbij tien procent van de inwoners van de boerengemeenschap om het leven kwam. Ook tientallen huizen gingen in vlammen op. Dit incident vond gelijktijdig plaats met een reeks andere bloedbaden en militaire gevechten in meerdere naburige Israëlische gemeenschappen, waaronder Netiv haAsara, Kfar Aza en het bloedbad op Supernova Sukkot Gathering.
Er werden gijzelaars genomen, wat leidde tot gevechten met het Israëlische leger.

## Achtergrond
Kibboets Be'eri is in 1946 opgericht. De leden zijn over het algemeen seculier links. De kibboets telde vóór de aanval ongeveer 1.200 inwoners en was het grootste dorp van de regionale raad van Eshkol.

## Aanval
Op de ochtend van 7 oktober 2023, om 6.30 uur, begonnen Hamas-militanten raketten af te vuren op de kibboets. Ongeveer zeventig militanten kwamen de kibboets binnen op motorfietsen en andere voertuigen. Ze begonnen van huis tot huis te gaan, waarbij ze de bewoners neerschoten of gevangen namen. Ze schoten ook op gebouwen en staken sommige in brand. Veel bewoners probeerden zich te verstoppen in veilige kamers, maar de militanten forceerden hun toegang en doodden hen die zich er bevonden. 
De militanten gijzelden tot vijftig mensen in een eetzaal en ontvoerden anderen en brachten hen naar de Gazastrook. Toen de Israëlische veiligheidstroepen een tegenaanval deden, werden de militanten die de gijzelaars vasthielden tot een patstelling gedwongen. Er verschenen video's waarop te zien was dat de gijzelaars op blote voeten door een straat werden geleid. Deze gijzelaars werden vrijgelaten toen het dorp werd heroverd.

## Tijdlijn
Met behulp van een WhatsApp-groep heeft de BBC de gebeurtenissen in de kibboets in een tijdlijn gezet. Om 07.10 uur bevatten de eerste berichten op de WhatsApp-groep afbeeldingen van drie motorfietsen, elk met twee zwaarbewapende Hamas-militanten die door de hoofdpoort kwamen. Om 9.05 uur werd een Hamas-militant gezien terwijl hij een lijk uit de auto sleepte die bij de kibboetspoort was vernield.
Berichten over het vergrendelen van deuren werden gedeeld op de WhatsApp-groep, maar er werden zorgen geuit over het onvermogen van de schuilplaatsen om aanvallers tegen te houden. Hamas-aanvallers gingen door de wijken, schoten en gooiden granaten, vermoordden de bewoners en staken sommigen in brand met molotovcocktails. WhatsApp werd gebruikt om bewoners te adviseren en safehouses te delen.
Twee uur nadat het bloedbad begon, arriveerden twintig soldaten van de Israëlische luchtmacht per helikopter. Vijf werden gedood en één raakte gewond bij gevechten. De overlevenden werden gedwongen zich terug te trekken.
Na ongeveer twaalf uur arriveerden meer Israëlische troepen en doodden de meeste militanten. Ongeveer achttien uur nadat de aanval was begonnen, meldde het Israëlische leger dat de gijzelaars waren vrijgelaten. Veiligheidstroepen bleven echter het dorp doorzoeken op zoek naar Hamas infiltranten.
De kibboets leed zware verliezen aan mensenlevens en eigendommen. Een inwoner vertelde later aan de krant The Times of Israel dat de nederzetting "volledig verwoest" was.